# Prek (herb szlachecki)

Prek, w opracowaniu graficznym Tadeusza Gajla

Prek - wariant wedle Ostrowskiego

Prek II, w opracowaniu graficznym Tadeusza Gajla

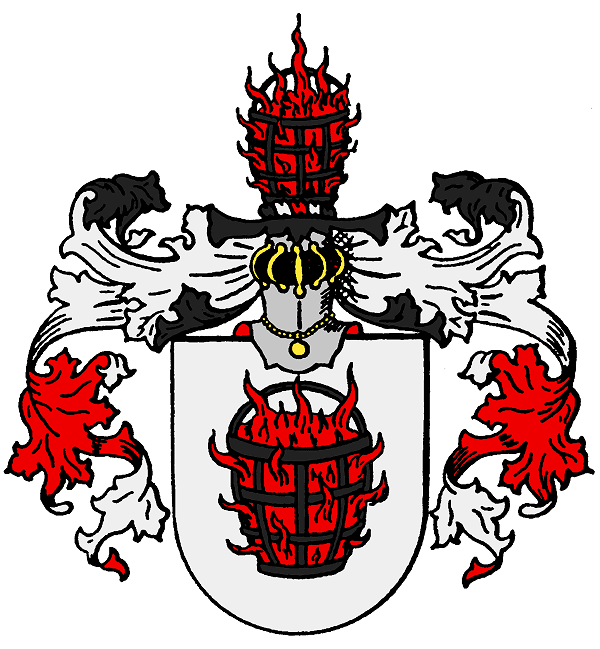
Prek wedle GHdA

Prek (Borek, Kaganiec, Bork, Preuck, Pröck) – nazwisko starej pruskiej rodziny szlacheckiej oraz nazwa jej herbu własnego.

## Opis herbu
Opis z wykorzystaniem klasycznych zasad blazonowania, według Juliusza Karola Ostrowskiego:
Prek, Bork (Preuck, Pröck): W polu srebrnym kosz żelazny czarny z płomieniem czerwono-złotym. Klejnot: nad hełmem, w koronie taki sam kosz z płomieniem. Labry czerwone lub czarne, podbite srebrem.
Prek II: jak powyższy, ale pole czerwone, zaś labry czarne podbite czerwonym.
Ostrowski podając opisy obu wariantów herbu powołuje się na herbarz Siebmachera, jednakże występują pewne różnice między tymi dwoma źródłami. W opisie u Siebmachera nie jest podana barwa kosza, określony jest tylko jako żelazny. Ponadto stwierdza się, że kosz ma pionowe uchwyty, zaś w klejnocie jest kosz lub palenisko. Labry wariantu pierwszego mają być czarne, podbite srebrem, nie wspomina się o czerwieni. W opisie nie jest wskazana barwa płomienia, ale czerwień i złoto odczytać można ze szrafowania tynktur na ilustracji.
Ponadto, Ostrowski dla wariantu pierwszego podaje alternatywne barwy wierzchu labrów, ale na odnośnej ilustracji wierzch jest czerwony.
Według nowszych opracowań niemieckich, herb ten miał pole srebrne, płomień czerwony, zaś labry czarno-czerwone, podbite srebrem.

## Najwcześniejsze wzmianki
Herb nie jest znany heraldykom aż do przełomu XIX i XX wieku. Kasper Niesiecki przytoczył rodzinę Prek, ale przypisał im zbliżony wyglądem i nazwą herb Borck.
Rodzinę Prek znał także Seweryn Uruski, ale przypisał on im bliżej nieokreślony herb Borek.
Właściwe wizerunki i opisy herbu Prek pojawiły się w herbarzach dopiero na początku XX wieku. Przytoczył je tzw. herbarz Siebmachera z 1905 roku, który nazwał ten herb Borek, zaś informacje częściowo powtórzył za nim w swoich pracach Juliusz Karol Ostrowski, używając jednak nazw Prek i Prek II.

## Herbowni
Według Tadeusza Gajla, który listę herbownych skompilował m.in. na podstawie klasycznych herbarzy, uprawnionymi do używania tego herbu były rodziny o nazwiskach: Preck i Prek. Nazwisko to zapisywano także jako Bork, Preuck, Pröck oraz Proeck. Seweryn Uruski podaje, że identyczna z Prekami jest rodzina Prekier, zamieszkała na Litwie, która wylegitymowała się ze szlachectwa w 1842 roku w guberni kowieńskiej, Uruski przypisuje tej rodzinie jednak bliżej nieokreślony herb Borek.